# Академія Понтаніана
40°51′11″ пн. ш. 14°14′52″ сх. д. / 40.85299° пн. ш. 14.24789° сх. д.
Академія Понтаніана (лат. Accademia Pontaniana) — одна з найдавніших наукових академій Італії з осідком в Неаполі. Академія була заснована в XV столітті з ініціативи італійського гуманіста Антоніо Беккаделлі.

## Історія
Точний рік заснування Accademia Pontaniana невідомий. Початки академії датуються близько 1443 року, коли довколо гуманіста Антоніо Беккаделлі утворився гурток неаполітанських науковців. Ця неофіційна група засідала в палаці Кастель-Нуово короля Альфонсо V. Після смерті Беккаделлі цими науковими зустрічами керував Джованні Понтано, від імені якого і походить назва Accademia Pontaniana . 
Академія не має безперервної історії, неодноразово вона закривалася і перезасновувалася наново. 1825 року ця наукова установа вже офіційно набула статусу академії, що засвідчував відповідний королівський декрет.

## Структура
Сьогоднішня Академія Понтаніана поділена на 5 класів:
- Чиста і прикладна математика)
- Природничі науки
- Моральні та політичні науки
- Історія, археологія та філологія
- Література та образотворче мистецтво

Кожен клас складається з 20 дійсних членів, які проживають у Неаполі, 10 дійсних членів поза Неаполем та 20 членів-кореспондентів.
Академія видає друком низку публікацій, серед яких Atti dell'Accademia Pontaniana як щорічне періодичне видання та Quaderni dell'Accademia Pontaniana як серію монографій .